# 지정 카스트 및 지정 부족
지정 카스트(Scheduled Castes) 및 지정 부족(Scheduled Tribes)는 인도 정부에서 지정한 피차별 카스트 집단 및 소수민족 집단을 가리키는 공식 표현이다. 인도 헌법에서 정해진 명칭으로서, 영국 통치기에는 "피억압 계층"(Depressed Classes)이라고도 불렸다.
"지정 카스트"는 흔히 불가촉천민이나 달리트로 불리던 계층을 말하며 인도 제헌의회 의장이자 스스로가 지정 카스트 출신이던 B. R. 암베드카르에 의해 대중화된 표현이다. 그는 마하트마 간디가 추진하던 "하리잔"(Harijan)이라는 대체 표현보다는 이 명칭을 사용하기를 선호했다. 인도 정부는 "달리트"라는 표현의 사용의 자제를 촉구하고 있지만 여전히 여러 이익 집단이나 지식인들이 용어 변경에 반대하고 있다. "지정 부족"은 보통 부족 공동체에 속하고 비교적 문명에서 소외되어 온 소수 민족들을 가리키는 것으로서, 주와 지역에 따라 다양한 민족이 지정 부족으로 분류되어 있다.
지정 카스트 및 지정 부족을 규정한 1950년 헌법 법령에서는 28개 주에 총 1,108개의 카스트, 22개 주에 총 744개의 부족을 각각 지정하고 있다. 2011년 인구조사 기준, 인도의 인구 중에서 지정 카스트는 16.6%, 지정 부족은 8.6%를 차지하였다. 인도 독립 이래로 이들은 특별한 보호와 정치, 교육, 승진 등에 있어서의 혜택을 받고 있다.

Percent of scheduled tribes in India by tehsils by census 2011

## 같이 보기
- 인도의 카스트
- 달리트